# The City Under the Sea
The City Under the Sea, também conhecido por War-Gods of the Deep (em Portugal, A Cidade Submarina), é um filme de ficção científica de 1965 realizado por  Jacques Tourneur e com a participação de Vincent Price, Tab Hunter e David Tomlinson.